# Filharmonia Poznańska im. Tadeusza Szeligowskiego

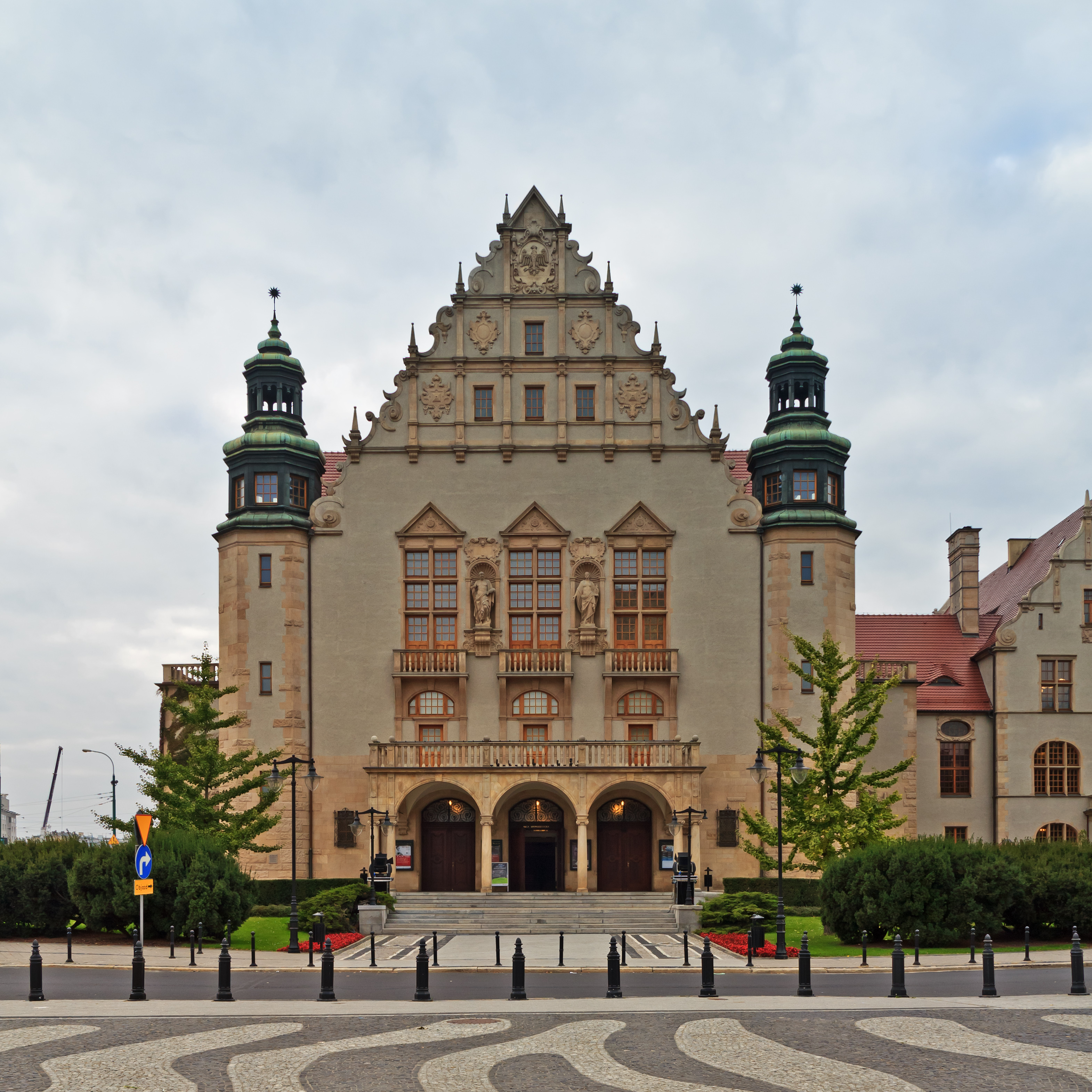
Aula Uniwersytecka - sala koncertowa Filharmonii Poznańskiej

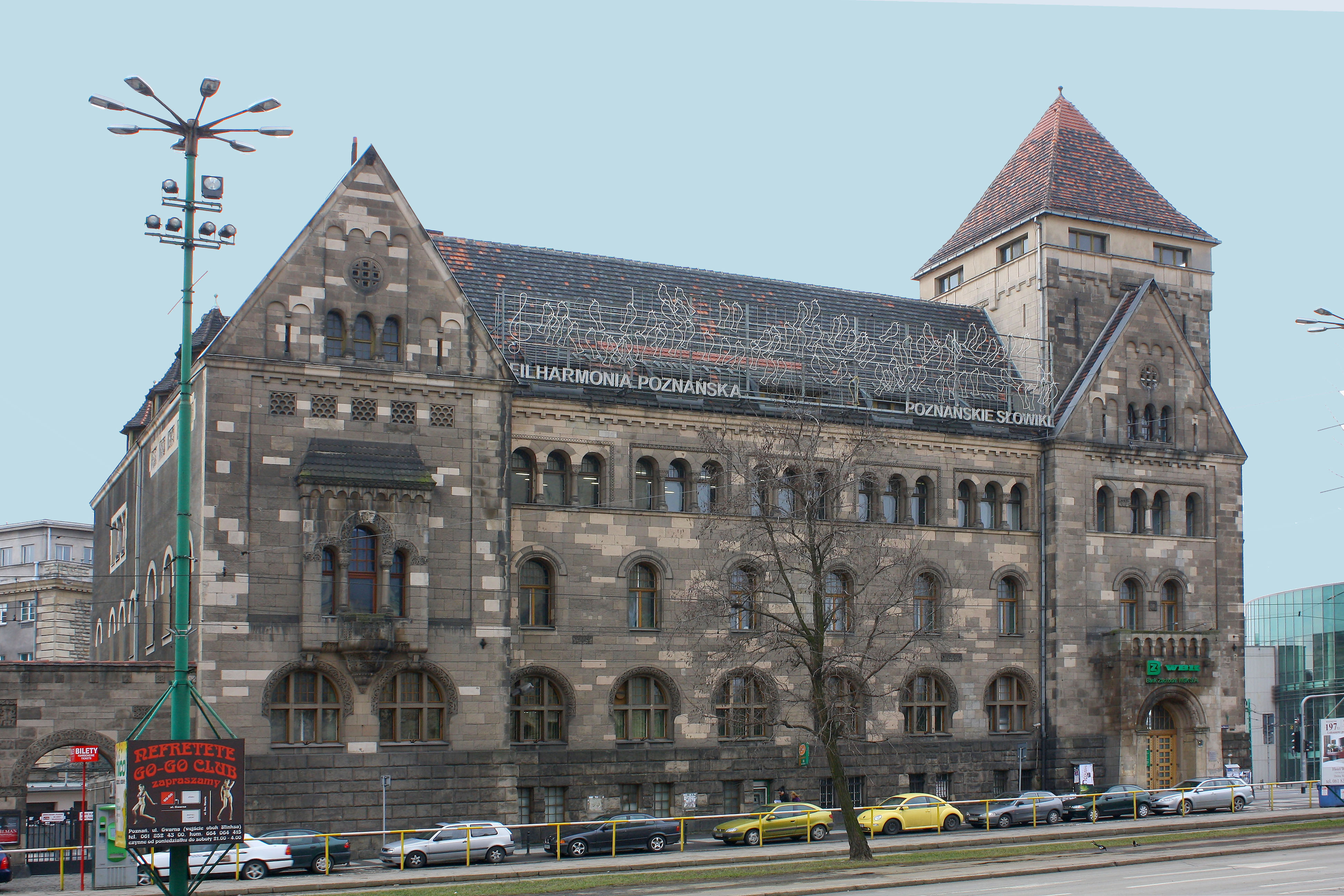
Gmach, w którym znajduje się biuro Filharmonii Poznańskiej

Filharmonia Poznańska im. Tadeusza Szeligowskiego – filharmonia w Poznaniu, wojewódzka instytucja kultury założona w 1947 z inicjatywy Tadeusza Szeligowskiego jako Państwowa Filharmonia w Poznaniu; jedna z dwóch filharmonii w województwie wielkopolskim.

## Historia
Inauguracja działalności filharmonii odbyła się 10 listopada 1947 roku pod kierownictwem Stanisława Wisłockiego. Od marca 1950 roku przy filharmonii działa chór Poznańskie Słowiki, stworzony przez Stefana Stuligrosza. W 1968 roku ówczesny dyrektor Filharmonii Alojzy Andrzej Łuczak założył Młodzieżowy Ruch Miłośników Muzyki Pro Sinfonika, który do dzisiaj popularyzuje muzykę symfoniczną wśród młodzieży i dzieci wielkopolskich szkół. Z filharmonią związane są festiwale polskiej muzyki współczesnej "Poznańska Wiosna Muzyczna", jeszcze jedna inicjatywa Szeligowskiego. 
Salą koncertową filharmonii jest Aula Uniwersytetu Adama Mickiewicza uważana za jedną z najlepszych pod względem akustycznym w Polsce. Siedziba mieści się natomiast w budynku dawnego Ziemstwa Kredytowego.

## W Filharmonii wystąpili
Na przestrzeni lat orkiestrą filharmonii kierowali Jerzy Katlewicz, Robert Satanowski, Witold Krzemieński, Zdzisław Szostak, Renard Czajkowski, Wojciech Rajski, Wojciech Michniewski, Andrzej Boreyko, Mirosław Jacek Błaszczyk, José Maria Florêncio, Grzegorz Nowak. Zespół koncertował m.in. w Austrii, Niemczech, Francji, Belgii, Szwajcarii, Holandii, Hiszpanii, Luksemburgu, Bułgarii, Czechach, Danii, Turcji, Islandii, we Włoszech, na Słowacji i na Litwie, dokonywał także nagrań płytowych.
Z zespołem występowało wielu wybitnych dyrygentów oraz solistów, m.in.: Hermann Abendroth, Stanisław Skrowaczewski, Roberto Benzi, Carlo Zecchi oraz soliści Artur Rubinstein, Mstisław Rostropowicz, Martha Argerich, Henryk Szeryng, Dawid Ojstrach, Swiatosław Richter, Malcolm Frager, Monique Haas, Jean Fournier, Narciso Yepes, Gidon Kremer, Maurizio Pollini, Krystian Zimerman, Garrick Ohlsson, Stefania Toczyska, Ewa Podleś, Joanna Kozłowska, Ryszard Karczykowski, Wiesław Ochman, Wojciech Drabowicz, Robert McDuffie, Nikolaj Znaider.

## Obecnie
Obecnie filharmonią kieruje prawnik i dziennikarz Wojciech Nentwig. Jednym z jego osiągnięć jest uzyskanie dobrej frekwencji podczas koncertów. Nentwig wprowadził repertuar wychodzący naprzeciw oczekiwaniom szerokiej publiczności, nie rezygnując z ambitnych propozycji programowych. Jednym z nurtów obecnej działalności Filharmonii Poznańskiej jest – poza zapraszaniem do Poznania gwiazd światowych scen i estrad – odkrywanie młodych, wybitnie uzdolnionych muzyków. Wieloletnią tradycję comiesięcznych "Koncertów Poznańskich" adresowanych do pracowników zakładów pracy (w 2010 roku odbył się 400 koncert) rozszerzono o działania sprawdzone w domach kultury w zakresie popularyzacji muzyki. W 2011 roku rozpoczęto również gruntowną modernizację słynnego ruchu Pro Sinfonika, którego działalność skierowana jest do najmłodszej publiczności. Ewenementem na skalę europejską w znoszeniu granic między sztuką a imprezami masowymi jest obyczaj nagradzania melomanów biletami na mecze piłki nożnej klubu piłkarskiego Lech Poznań.